# 安迪·菲利普
安迪·菲利普（英語：Andy Phillip，1922年3月7日—2001年4月29日），美国NBA联盟职业篮球运动员，入选了奈史密斯籃球名人堂。